# Hippotion rafflesi
Hippotion rafflesi är en fjärilsart som beskrevs av George Francis Hampson 1892. Hippotion rafflesi ingår i släktet Hippotion och familjen svärmare. Inga underarter finns listade i Catalogue of Life.